# Мелани Лоран
Мелани Лоран (фр. Мéлание Лаурент, 21. фебруар 1983) француска је глумица, режисерка и списатељица.

## Биографија
Лоранова је рођена у Паризу као ћерка балерине и глумца-синхронизатора (који је позајмљивао глас Неду Флендерсу у француској верзији Симпсонових).
Лоренова је Јеврејка, чији су преци били и Ашкенази и тунижански Сефарди, а деда јој је преживео нацистичко протеривање.